# Trofeu Banca Popolare di Vicenza
El Trofeu Banca Popolare di Vicenza és una competició ciclista d'un dia que es disputa a Col San Martino (província de Treviso). La primera edició data del 1955, conegut com a Trofeu Piva. El 2005 entrar a formar part del calendari de l'UCI Europa Tour en categoria 1.2U i està reservada a ciclistes menors de 23 anys. Marino Conton i Guido Bontempi, amb dues victòries, són els ciclistes que més vegades l'han guanyat.

## Palmarès
| Any  | Vencedor             | Segon                   | Tercer                |
| ---- | -------------------- | ----------------------- | --------------------- |
| 1955 | Giuseppe Vanzella    | Achille Varago          | Tenero Codato         |
| 1956 | No disputada         | No disputada            | No disputada          |
| 1957 | Giuliano Bernardelle | Germano Seganfreddo     | Marino Fontana        |
| 1958 | Dino Liviero         | Giuliano Bernardelle    | Germano Seganfreddo   |
| 1959 | Vendramino Bariviera | Giulio Favero           | Rino Luise            |
| 1960 | Guido De Rosso       | Luigi Meschiutti        | Claudio Zanchetta     |
| 1961 | Aldo Beraldo         | Rino Salvo              | Adriano Durante       |
| 1962 | Mario Maino          | Giovanni De Franceschi  | Tiziano Galvanin      |
| 1963 | Flaviano Vicentini   | Severino Andreoli       | Dino Zandegù          |
| 1964 | Giorgio Gobessi      | Giovanni De Franceschi  | Cesare Marcolongo     |
| 1965 | Battista Monti       | Delfino Dolo            | Emilio Santantonio    |
| 1966 | Luciano Soave        | Cvitko Bilić            | Gaetano Spinello      |
| 1967 | Marino Conton        | Pasquale Zanatta        | Gino Pancino          |
| 1968 | Marino Conton        | Rino Montanari          | Mario Nicoletti       |
| 1969 | Rino Carraro         | Natalino Bonan          | Nereo Bazzan          |
| 1970 | Pietro Poloni        | Rino Carraro            | Ermenegildo Da Re     |
| 1971 | Jiří Vilček          | Vilmo Vidotto           | Davide Gazzola        |
| 1972 | Gino Fochesato       | Ermenegildo Da Re       | Francesco Moser       |
| 1973 | Serge Parsani        | Stefano Tamberi         | Luigino Dassiè        |
| 1974 | Gilberto Romagnoli   | Hynek Kubíček           | Wojciech Matusiak     |
| 1975 | František Kališ      | Clyde Sefton            | Gabriele Landoni      |
| 1976 | Nazzareno Berto      | Angelo Tosoni           | Vittorio Algeri       |
| 1977 | Paolo Cambi          | Osvaldo Carpenè         | Dino Magnani          |
| 1978 | Fausto Stiz          | Janusz Kowalski         | Tranquillo Andreetta  |
| 1979 | Guido Bontempi       | Agostino Gambirasio     | Pierangelo Bincoletto |
| 1980 | Guido Bontempi       | Gianni Giacomini        | Silvano Riccò         |
| 1981 | Antonio Leali        | Silvano Riccò           | Mauro Longo           |
| 1982 | Giancarlo Bada       | Roberto Pagnin          | Ezio Moroni           |
| 1983 | Emilio Ravasio       | Luciano Mastellotto     | Manrico Ronchiato     |
| 1984 | Roberto Pagnin       | Gianbattista Bardelloni | Kjell Nilsson         |
| 1985 | Stefan Brykt         | Nicolas Vanin           | Patrick Serra         |
| 1986 | Maurizio Fondriest   | Flavio Vanzella         | Rodolfo Massi         |
| 1987 | Fabio Parise         | Antonio Zanini          | William Dazzani       |
| 1988 | Fausto Boreggio      | Sandro Vitali           | Dario Bottaro         |
| 1989 | Andrea Tozzo         | Gianluca Bordignon      |                       |
| 1990 | Fabio Baldato        | Andrea Tozzo            | Gianluca Bordignon    |
| 1991 | Lars Wahlqvist       | Stefano Checchin        | Mauro Bettin          |
| 1992 | Gianluca Gorini      | Mauro Bettin            | Davide Rebellin       |
| 1993 | Remo Pasinelli       | Marco Rosani            | Nicola Loda           |
| 1994 | Ruggero Borghi       | Daniele Sgnaolin        | Alessandro Calzolari  |
| 1995 | Gabriele Dalla Valle | Stefano Dante           | Walter Pedroni        |
| 1996 | Marzio Bruseghin     | Gorazd Stangelj         | Giuliano Figueras     |
| 1997 | Emanuele Negrini     | Maurizio Vandelli       | Ruslan Ivanov         |
| 1998 | Roberto Fortunato    | Gianluca Tonetti        | Nicola Ramacciotti    |
| 1999 | Roberto Savoldi      | Oleksandr Fedenko       | Mirko Marini          |
| 2000 | Kim Kirchen          | Lorenzo Bernucci        | Manuel Bortolotto     |
| 2001 | Iaroslav Popòvitx    | Giampaolo Caruso        | Lorenzo Bernucci      |
| 2002 | Mirco Lorenzetto     | Claudio Corioni         | Serguei Lagutin       |
| 2003 | Aleksandr Baženov    | Mirko Allegrini         | Denís Kostiuk         |
| 2004 | Janez Brajkovič      | Jure Zrimšek            | Błażej Janiaczyk      |
| 2005 | Marco Vivian         | Grega Bole              | Alessandro Bazzana    |
| 2006 | Ermanno Capelli      | Jan Almblad             | Manuel Belletti       |
| 2007 | Manuel Belletti      | Grega Bole              | Alessandro Colo       |
| 2008 | Roman Maximov        | Mirko Battaglini        | Andrei Kliúiev        |
| 2009 | Davide Cimolai       | Cesare Benedetti        | Andrea Piechele       |
| 2010 | Andrea Pasqualon     | Michael Matthews        | Daniele Aldegheri     |
| 2011 | Richard Lang         | Sonny Colbrelli         | Michele Simoni        |
| 2012 | Jay McCarthy         | Stanislau Bazhkou       | Klemen Štimulak       |
| 2013 | Michele Scartezzini  | Simone Andreetta        | Calvin Watson         |
| 2014 | Gregor Mühlberger    | Alexander Foliforov     | Robert Power          |
| 2015 | Felix Großschartner  | Artiom Nitx             | Davide Gabburo        |
| 2016 | Tao Geoghegan Hart   | Patrick Müller          | Marco Tecchio         |
| 2017 | Mark Padun           | Seid Lizde              | Alexandr Riabushenko  |
| 2018 | Paolo Baccio         | Robert Stannard         | Jake Stewart          |
| 2019 | Georg Zimmermann     | Samuele Rivi            | Giovanni Aleotti      |
| 2020 | Suspesa              | Suspesa                 | Suspesa               |
| 2021 | Juan Ayuso           | Luca Colnaghi           | Antonio Puppio        |
| 2022 | Martin Marcellusi    | Marco Frigo             | Germán Darío Gómez    |
| 2023 | Giacomo Villa        | Alessio Martinelli      | Davide De Pretto      |